# Michael Clarke
Michael James Dick, maggiormente noto con il nome Michael Clarke (Spokane, 3 giugno 1946 – Treasure Island, 19 dicembre 1993), è stato un batterista statunitense.
Fu membro fondatore del gruppo musicale californiano The Byrds, nel quale militò dal 1964 al 1967 in qualità di batterista.
Nonostante sia poco conosciuto e piuttosto sottovalutato, diede prova della sua bravura come batterista nei brani Eight Miles High, suonando in stile jazz, e in 5D (Fifth Dimension), entrambi provenienti dall’album Fifth Dimension.
Suonò successivamente nei Flying Burrito Brothers dal 1969 al 1972.
Morì nel 1993, all'età di 47 anni, a causa di un'insufficienza epatica, diretta conseguenza di tre decenni di pesante alcolismo.